# Arterija lica
Arterija lica (lat. arteria facialis) ili lična arterija je grana vanjske arterije glave (lat. arteria carotis externa) koja oksigenirano krvlju opskrbljuje strukture lica.
Arterija lica završava kao lat. arteria angularis u medijalnom očnom kutu, a na svome putu daje sljedeće grane:
- lat. arteria palatina ascendens
- lat. rami glandulares
- lat. arteria submentalis
- lat. arteria labialis superior
- lat. arteria labialis inferior
- lat. arteria occipitalis
- lat. arteria auricularis posterior
- lat. arteria pharyngea ascendens